# Kaspar Kögler

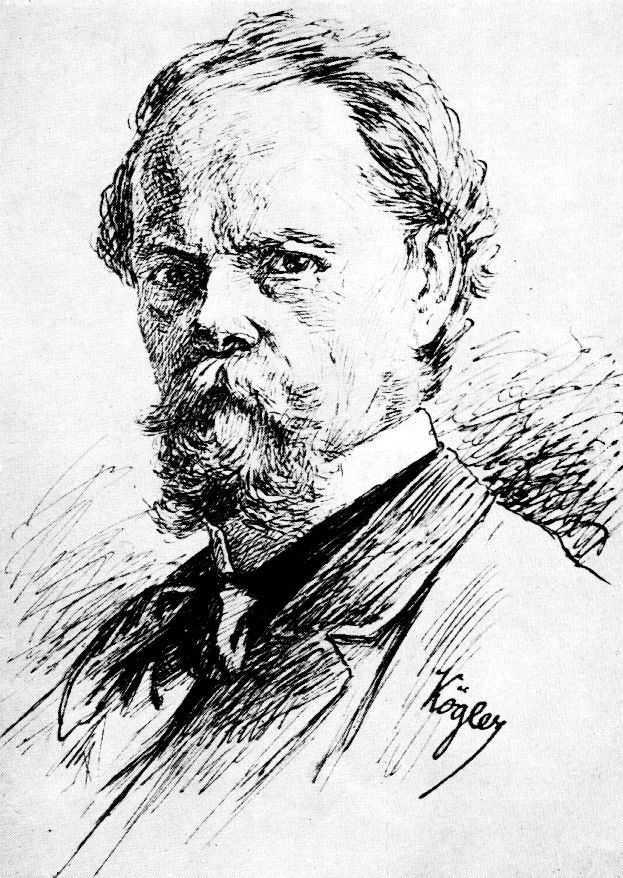
Selbstporträt von Kaspar Kögler

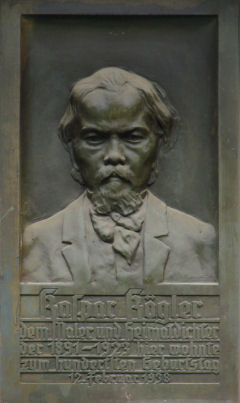
Relief von Frieda Köper-Anton mit dem Porträt Köglers an seinem ehemaligen Wohnhaus in Wiesbaden

Kaspar Kögler (* 12. Februar 1838 in Molsberg; † 1. April 1923 in Wiesbaden) war ein Wiesbadener Maler (Porträts, Landschaften, Genrebilder, Stillleben, Zeichnungen, Illustrationen) und Schriftsteller.

## Leben
Kaspar Kögler wurde als viertes von acht Kindern in einer Westerwälder Bauernfamilie geboren. Der Geburtseintrag lautete auf Caspar Kegeler, später wurde die Familie in amtlichen Dokumenten Kegler geschrieben. Erst im Jahr 1900 wurde Kaspar Kögler und seiner Familie vom Regierungspräsidenten in Wiesbaden mit der Entscheidung vom 5. November 1900, IA 9161, die Führung des Namens Kögler gestattet. Kaspar wuchs im Schatten von Schloss Molsberg auf. Als ältester lebender Sohn sollte Kögler den Vater bei der Arbeit unterstützen. Doch sein früh erkanntes und durch den Schlossherren Carl Wilderich Graf von Walderdorff gefördertes künstlerisches Talent brachte ihn auf die Kunstmaler-Laufbahn.
Kögler war mit seiner Kunst der Tradition verhaftet. Im konservativen Wiesbaden gehörte es zwischen 1867 und dem Beginn des Ersten Weltkriegs 1914 zum guten Ton, sich von Kögler porträtieren zu lassen. Seine Genrebilder, Landschaften und Stillleben waren beim Bürgertum beliebt und galten damals schon als poetisch. Zu seinen Gönnern in Wiesbaden zählten die Industriellen-Familie Dyckerhoff und Freiherr Julius von Knoop. Seine erste Wohnung bezog er in der Dotzheimer Straße 6. Danach zog er 1876 in die Adelheidstraße 32, 1880 in die Dotzheimer Straße 28, 1886 in die Emser Straße 49 und schließlich 1891 in die Adolfsallee 7. Dieses Anwesen konnte er erwerben. Dort wohnte er bis zu seinem Tod 1923.
Kögler war mit Ida Bogler (1853–1931) verheiratet, einer Base des Wiesbadener Architekten Wilhelm Bogler. Mit diesem wohnte und arbeitete Kögler viele Jahre zusammen. Bogler wiederum war mit Anna Maria, einer Schwester Köglers, verheiratet. Die beiden Kinder Köglers starben früh ohne Nachkommen: Anna, die ältere Tochter, wurde 15 Jahre alt, Carl, der Ingenieur war, starb im Alter von 30 Jahren in Arosa während eines Kuraufenthaltes. Köglers Neffe Friedrich Wolf war von 1931 bis 1954 Stadtpfarrer von Wiesbaden und von 1949 bis 1962 Apostolischer Protonotar.

## Werk

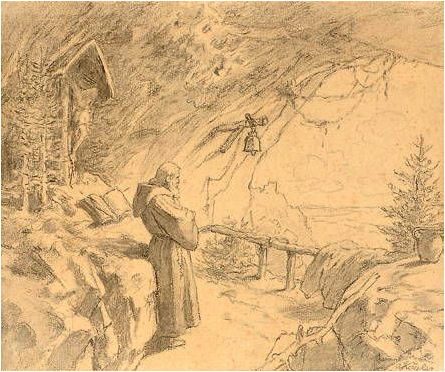
Eremit in einer Höhle, Kohlezeichnung, o. J.

### Künstlerische Anfänge
Begonnen hatte Köglers künstlerische Laufbahn, die von den Grafen von Walderdorff gefördert wurde, mit Unterricht durch den Maler Leonhard Diefenbach auf Schloss Molsberg und an der Gewerbeschule in Hadamar. Von 1855/56 lebte der junge Mann für kurze Zeit auf Schloss Hauzenstein. Er war 1855 mit einem Viehtreck der Grafen nach Hauzenstein geschickt worden und wurde dort als Diener beschäftigt. In dieser Zeit erhielt er Zeichenunterricht an der Gewerbeschule in Regensburg. Im Frühjahr 1856 nahm ihn der junge Graf von Walderdorff als Diener mit zum Studium nach München. Die gräfliche Familie unterstützte Kögler, aus dem Dienst entlassen, beim Studium an der Akademie. Von 1856 bis 1861 lebte er in München und wurde ab 1857 u. a. von Moritz von Schwind und Joseph Bernhardt an der Münchner Akademie unterrichtet.

### Wanderschaft
Nach wenigen Jahren brach er sein Studium ab und verließ München 1861.
Er lebte dann vornehmlich im österreichischen Feldkirch und betätigte sich in Vorarlberg, Liechtenstein und Graubünden als wandernder Kirchenmaler.

### Erfolge in Wiesbaden
Als Kögler 1867 in die aufstrebende Kurstadt Wiesbaden kam, machte er Karriere. Während es ihm an privaten Aufträgen zu Porträts und anderen Gemälden nicht mangelte, betrieb er in der Schützenhofstraße 3 eine „Mal- und Zeichen-Schule“. Einer seiner erfolgreichsten Schüler war Heinrich Schlitt. Ein weiterer Schüler von ihm war der in Wiesbaden-Biebrich gebürtige Maler Wilhelm Weimar (1859–1914).

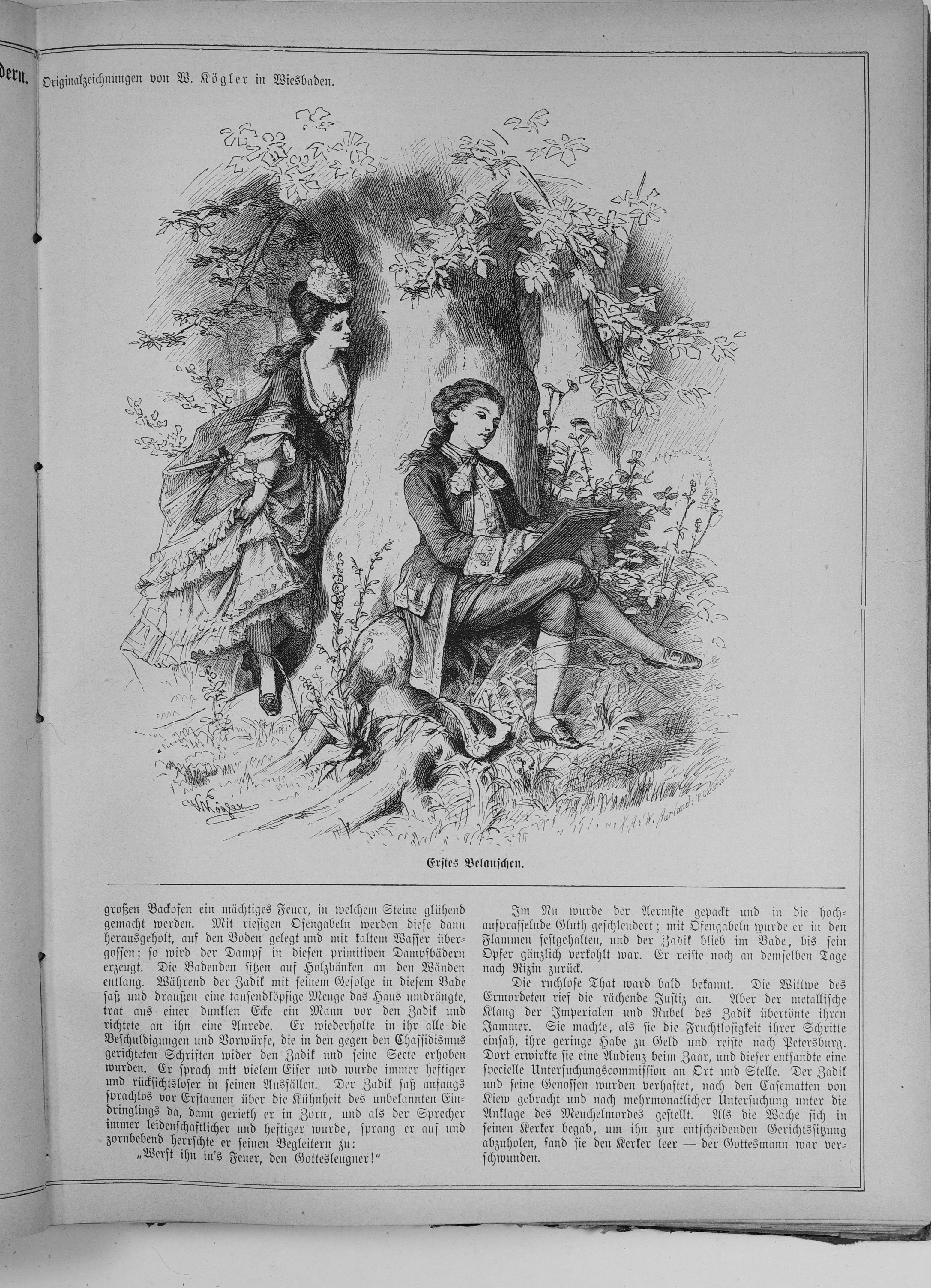
Die Gartenlaube (1876) 473

### Zeichner, Illustrator und Autor
Als vielfältiger Künstler wurde er einem größeren Publikum bekannt durch seine Beiträge für die großen Familienzeitschriften seiner Zeit wie Über Land und Meer, Fliegende Blätter, Vom Fels zum Meer, Die Gartenlaube und Illustrirte Welt oder auch Hebels rheinländischen Hausfreund. Kögler illustrierte zahlreiche Bücher, darunter Johann Peter Hebels Alemannische Gedichte, Georg Scherers Deutscher Dichterwald, die Goethe-Ausgabe der Stuttgarter Verlagsanstalt von 1882 oder Der erste Ball von Johannes Trojan. In Wiesbaden meldete er sich auch immer wieder mit zeitkritischen Gedichten und Prosa-Texten zu Wort. Er benutzte auch Pseudonyme, wie Karl Kurzum u. a.

### Ehrenvolle Aufträge
Die Kurstadt beauftragte ihn mit der Ausmalung des Ratskellers im Neuen Rathaus 1890. Unterstützt von seinem Schüler Wilhelm Weimar schmückte Kögler den „Weinkeller“ und das „Ratsstübchen“ mit Gemälden und versah seine Malereien mit witzigen Texten. Sein ehemaliger Schüler Schlitt – nunmehr 41-jährig und mittlerweile erfolgreich in München tätig – war an der Ausmalung des Wiesbadener Ratskellers beteiligt. Er gestaltete den „Bierkeller“ mit humorvollen Szenen und Sprüchen. Ein weiterer Auftrag wurde Kögler zuteil, als man ihm 1894 die Ausmalung des Staatstheaters übertrug, wofür er von Kaiser Wilhelm II. mit dem Roten Adlerorden 4. Klasse ausgezeichnet wurde. Kögler wurde Ehrenvorsitzender des Nassauischen Kunstvereins und künstlerischer Berater der Stadt zum Bau des neuen Kurhauses oder des Museums.

## Rezeption
Kaspar Kögler hinterließ ein umfangreiches Werk von über 1.000 Bildern. Sein schriftlicher Nachlass wird im Hauptstaatsarchiv Wiesbaden verwahrt. Eine Zeitungsausschnittsammlung zu Kögler sowie die Originalzeichnungen zu den Fresken im Ratskeller, ein Skizzenbuch und eine Mappe mit 14 Zeichnungen bewahrt das Wiesbadener Stadtarchiv (Best. NL 30) auf. Dort lagern auch zwei Porträtfotografien, die den Künstler kurz vor seinem Tod zeigen. Im Museum Wiesbaden werden mehr 16 Gemälde Köglers im Magazin aufbewahrt, darunter Selbstporträts und Bilder der Familie des Künstlers. Das Wiesbadener Stadtmuseum am Markt (SAM) hat ebenfalls einen Bestand an Kögler-Gemälden gesammelt, darunter auch das Bild "Kreuzzug 1917/18". Im Rahmen des Projekts Stadtteilhistoriker der Wiesbaden-Stiftung wird das Leben von Kaspar Kögler in Wiesbaden erforscht.
Zu Ehren Köglers befindet sich eine Gedenktafel über der Einfahrt zum Haus Adolfsallee 7 in Wiesbaden, das Kögler gehörte und wo er die letzten 32 Jahres seines Lebens wohnte. Das Relief wurde von Frieda Köper-Anton angefertigt und am 13. Februar 1938 anlässlich der Feier zum 100. Geburtstag des Künstlers enthüllt.
1908 wurde ein Waldweg, der „Köglerweg“ auf dem Neroberg zwischen Idsteiner Weg und Rabengrund, nach ihm benannt. Der Magistrat der Stadt Wiesbaden ehrte Kögler damit zu seinem 70. Geburtstag.
Im Jahr 2004 wurde der Platz um den gegenüberliegenden Brunnen in der Adolfsallee durch den Ortsbeirat Wiesbaden-Mitte in „Kaspar-Kögler-Platz“ benannt. In Molsberg gibt es eine „Kaspar-Kögler-Straße“ unweit der Stelle, wo bis in die späten 1990er Jahre das Geburtshaus des Künstlers („Haus im Eck“) stand.
Sein Grab befindet sich auf dem Wiesbadener Nordfriedhof.